# Clan MacFarlane
MacFarlane („Sohn des Farlane“) ist der Name eines schottischen Clans, der aus dem Gebiet des nördlichen Loch Lomond stammt. 

## Geschichte
Der Ursprung des Clans geht zurück auf einen gewissen Parlan, der ein Urenkel eines Earl of Lennox aus dem 13. Jahrhundert war. Die MacFarlanes waren für ihre kämpferische Natur bekannt; sie nahmen an den Schlachten von Pinkie (1547) und Langside (1568) teil, wo sie gegen Maria Stuart kämpften. Auf der anderen Seite hatte der Clan auch einen Ruf von Illegalität; die Verurteilung von Clansangehörigen für bewaffneten Überfall 1624 war keine Ausnahme. 
Das Motto der MacFarlanes lautet This I’ll defend („Dieses werde ich verteidigen“).

## Bilder

Wappen der MacFarlane of MacFarlane
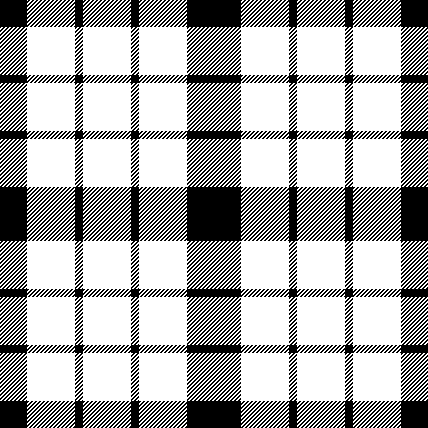
Tartan
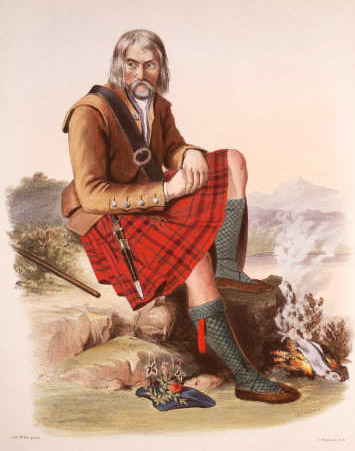
Viktorianische Darstellung eines Clan-Mitglieds